# Чичмани
Чичмани (словац. Čičmany) — село, громада округу Жиліна, Жилінський край, регіон Горне Поважіє. Кадастрова площа громади — 25,61 км².
Населення 129 осіб (станом на 31 грудня 2017 року).

## Історія
Чичмани згадуються 1200 року.

## Населення
| Рік:            | 1994. | 2004.    | 2014.    | 2024.    |
| --------------- | ----- | -------- | -------- | -------- |
| Кількість осіб: | 281   | 204      | 152      | 124      |
| Різниця:        |       | -27,40 % | -25,49 % | -18,42 % |

| Рік:            | 2023. | 2024.   |
| --------------- | ----- | ------- |
| Кількість осіб: | 121   | 124     |
| Різниця:        |       | +2,47 % |